# Hans-Jürgen Irmer

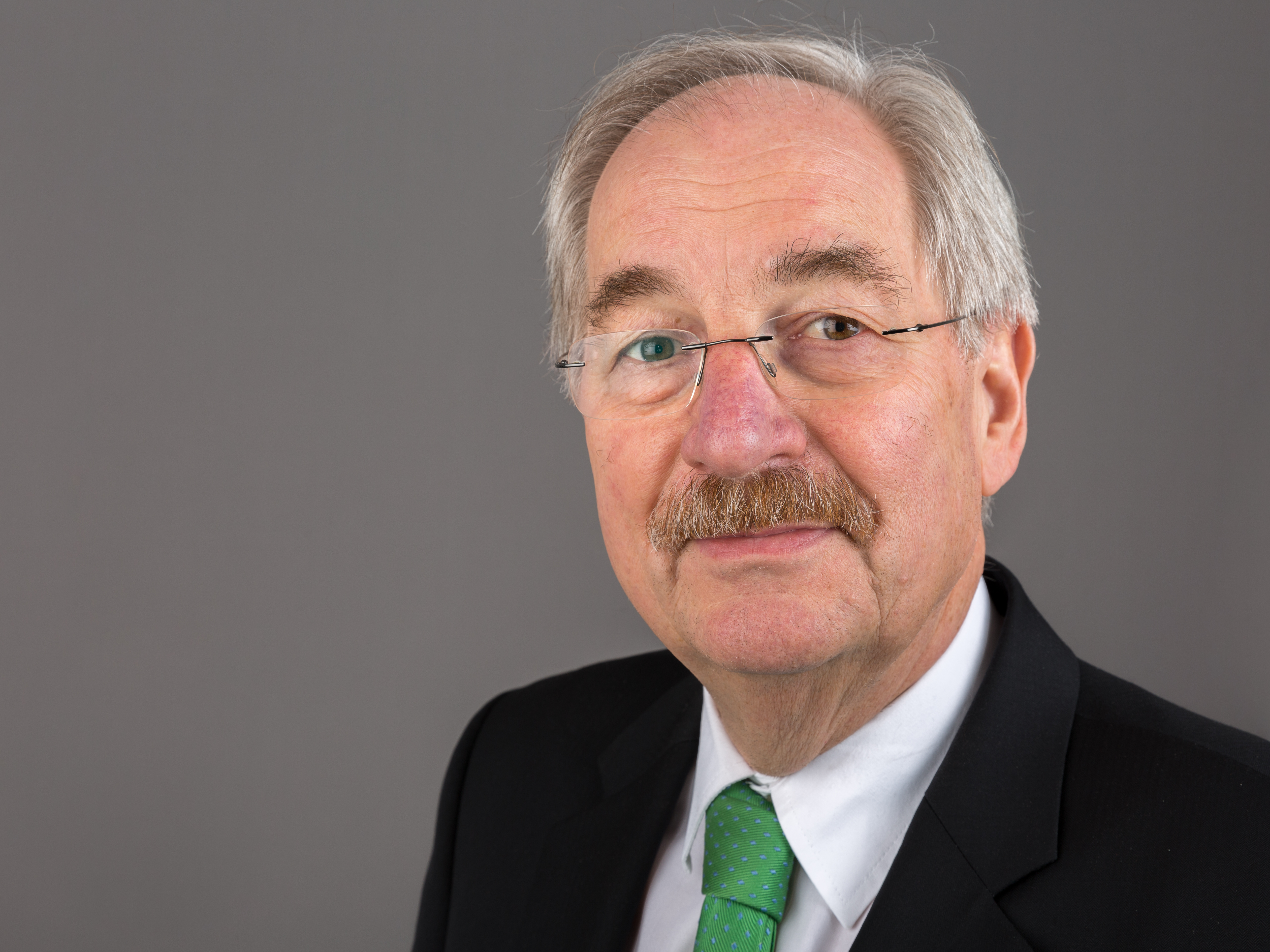
Hans-Jürgen Irmer (2016)

Hans-Jürgen Irmer (* 20. Februar 1952 in Limburg an der Lahn) ist ein ehemaliger deutscher Politiker (CDU). Er war langjähriges Mitglied im Hessischen Landtag in insgesamt acht Legislaturperioden: von 1990 bis 1991, von 1993 bis 1995 sowie durchgehend von 1998 bis 2017. Von 2017 bis 2021, in der 19. Legislaturperiode, war er Mitglied des Deutschen Bundestages.

## Ausbildung und Beruf
Nach dem Abitur 1971 an der Goetheschule Wetzlar absolvierte Irmer ein Lehramtsstudium der Fächer Englisch, Erdkunde und Sozialkunde an der Justus-Liebig-Universität Gießen. Von 1977 bis zu seinem Austritt im Jahr 2000 gehörte er der Studentenverbindung Gießener Wingolf an. Nach dem Referendariat war er von 1980 bis 1987 als Lehrer am Gymnasium Philippinum Weilburg tätig. Nach einem Jahr als Pressesprecher des Hessischen Kultusministers kehrte er 1988 in den Schuldienst zurück. Bis 1990 sowie von 1991 bis 1993 unterrichtete er am Philippinum in Weilburg und von 1995 bis 1998 an der Eichendorff-Schule bzw. an der Goetheschule in Wetzlar.
Irmer ist Herausgeber des halbjährlich erscheinenden Wirtschaftsmagazins Mutmacher, der Vierteljahresschrift Gesundheitskompaß sowie der Monatszeitung Wetzlar Kurier. In diesem wird u. a. regelmäßig für den Kopp Verlag geworben, der u. a. für das Publizieren von verschwörungstheoretischen Büchern bekannt ist.
Irmer ist verheiratet und Vater zweier Kinder.

## Partei
Von 1977 bis 1978 war Irmer Kreisgeschäftsführer der CDU Lahn und von 1992 bis 2002 Landesvorsitzender der Arbeitsgemeinschaft christlich-demokratischer Lehrer (ACDL) in Hessen. Irmer war seit 1998 Vorsitzender des CDU-Kreisverbandes Lahn-Dill. Auch war er bis zum 31. Januar 2015 bildungspolitischer Sprecher und stellvertretender Vorsitzender der CDU-Landtagsfraktion. Nach 25 Jahren als Vorsitzender des CDU-Kreisverbands Lahn-Dill und nach 34 Jahren als Vorsitzender der Kreistagsfraktion legte Irmer zum 1. September 2023 alle Parteiämter nieder, weil ein „klarer Cut“ besser sei als zu einer „Lame Duck“ zu werden. Als Nachfolger an der Spitze der CDU Lahn-Dill und als kommenden Bundestagskandidaten im Wahlkreis wünschte Irmer sich Johannes Volkmann, einen Enkel des früheren Bundeskanzlers Helmut Kohl (CDU).
Volkmann wurde zum Vorsitzender der CDU Lahn-Dill und zum Kreistagsvorsitzenden gewählt.

## Abgeordneter
Von 1977 bis 1990 gehörte Irmer der Stadtverordnetenversammlung seiner Heimatstadt Wetzlar an. Hier war er von 1982 bis 1989 Vorsitzender der CDU-Fraktion. Von 1979 bis 2023 war er auch Mitglied des Kreistages des Lahn-Dill-Kreises und dort von 1989 bis 2023 Vorsitzender der CDU-Fraktion im Kreistag.
Am 20. November 1990 rückte Irmer in den Hessischen Landtag nach und schied nach der Landtagswahl am 4. April 1991 wieder aus. Ein weiteres Mal gehörte Irmer dem Landtag als Nachrücker vom 5. Juli 1993 bis zum 4. April 1995 an.
Seit dem 26. Oktober 1998 war Irmer bis zu seinem Einzug in den Bundestag (2017) erneut Mitglied des Landtages. Hier war er seit April 2003 schulpolitischer Fraktionssprecher und seit September 2003 auch einer der Stellvertretenden Vorsitzenden der CDU-Landtagsfraktion, bis er am 31. Januar 2015 von beiden Ämtern zurücktrat. Bei der Landtagswahl 2003 gewann er das Direktmandat im Wahlkreis Lahn-Dill II mit 52,0 Prozent der Stimmen. Nachdem er bei der Landtagswahl 2008 sein Direktmandat an seine SPD-Konkurrentin Elke Künholz verloren hatte, errang er bei der vorgezogenen Landtagswahl 2009 mit 42,4 % der Erststimmen erneut das Direktmandat im Wahlkreis Lahn-Dill II.
Am 24. September 2017 gelang Irmer der Einzug als Abgeordneter in den Bundestag für die CDU. Sein Landtagsmandat übernahm Frank Steinraths.
Im 19. Deutschen Bundestag war Irmer ordentliches Mitglied im Ausschuss für Inneres und Heimat. Zudem gehörte er als stellvertretendes Mitglied dem Verteidigungsausschuss sowie dem Ausschuss für Bildung, Forschung und Technikfolgenabschätzung an.
Bei der Wahl zum 20. Deutschen Bundestag am 26. September 2021 verlor Irmer sein Mandat an Dagmar Schmidt.

## Mitgliedschaften
Hans-Jürgen Irmer war Mitglied der überparteilichen Europa-Union Deutschland, die sich für ein föderales Europa und den europäischen Einigungsprozess einsetzt und des Berliner Kreises in der Union, einer Vereinigung rechter Unionsangehöriger.

## Politische Positionen

### Politische Selbstverortung
Irmer nannte sich 2012 „einen Konservativen, der sein Vaterland liebt“.

### Islamismus, Islam und Minarettverbot
Im April 2010 warf er dem Ministerpräsidenten von Niedersachsen, Christian Wulff, eine „Fehlentscheidung“ im Zusammenhang mit der Ernennung von Aygül Özkan zur Sozialministerin vor. Angesichts ihrer ablehnenden Haltung zu Kruzifixen in staatlichen Schulen erklärte er, Özkan sei offensichtlich nicht in der Lage, „deutsche Interessen zu vertreten“. Dabei fiel der Satz „Der Islam ist auf die Eroberung der Weltherrschaft fixiert. Wir brauchen nicht mehr Muslime, sondern weniger.“ Für diese Äußerung entschuldigte sich Irmer kurz darauf.
Im September 2012 legte Irmer sein Amt des bildungspolitischen Sprechers der CDU-Landtagsfraktion nieder, weil er „die Entscheidungen zur möglichen Einführung des islamischen Religionsunterrichts und eines Landesschulamtes inhaltlich für die Fraktion nicht vertreten“ könne.
Im Januar 2010 hielt der Hessische Landtag eine Aktuelle Stunde ab. Auslöser war ein Artikel Irmers im Wetzlar Kurier, in dem er die erfolgreiche Volksabstimmung in der Schweiz über ein Bauverbot von Minaretten begrüßt hatte. Die Fraktionen von SPD, Linken und Grünen griffen Irmer stark an, verwiesen auf ähnliche Äußerungen in der Vergangenheit und forderten die Regierungsfraktionen auf, sich von Irmer zu distanzieren.
Der Journalist Patrick Bahners kritisierte in seinem Buch Die Panikmacher 2011 eine angeblich von Irmer betriebene Kampagne gegen den Islam.

### EU-Beitritt der Türkei
Irmer lehnt einen EU-Beitritt der Türkei ab. 2004 schrieb der von Irmer herausgegebene Wetzlar Kurier, der EU-Kommissar Günter Verheugen müsse „im Grunde wegen Hochverrats an Deutschland angeklagt“ werden, weil er eine Aufnahme der Türkei in die EU befürwortet hatte.

### Homosexualität
Im Oktober 2014 äußerte Irmer im Zusammenhang mit einer Vereinbarung der schwarz-grünen Koalition, nach der in der Schule die Verschiedenheit sexueller Orientierung vermittelt werden solle, Homosexualität sei „nicht normal. Wäre sie es, hätte der Herrgott das mit der Fortpflanzung anders geregelt.“ Auch im Jahr 2016 äußerte er sich kritisch zum Sexualkunde-Lehrplan des parteieigenen Kultusministers. Wegen seiner Ansichten zur Homosexualität wurde Irmer parteiübergreifend kritisiert. In einer am 3. November 2014 veröffentlichten Erklärung bedauerte Irmer, „in der Vergangenheit bei schwierigen und sensiblen Themen mitunter Formulierungen gewählt“ zu haben, „die zum Teil missverständlich waren und so interpretiert wurden, dass Menschen sich zu Recht verletzt fühlen konnten“. Homosexualität gehöre für ihn „selbstverständlich zur Normalität“, und jeder Mensch habe „das Recht auf freie Entfaltung seiner sexuellen Orientierung“. Michael Boddenberg, Vorsitzender der CDU-Fraktion im Hessischen Landtag, nannte Irmers Erklärung „absolut notwendig“; der Fraktionsvorsitzende der Grünen Mathias Wagner teilte mit, die Klarstellung sei „überfällig“ gewesen, Irmer könne aber „nur noch durch sein künftiges Verhalten die Glaubwürdigkeit seiner Worte unter Beweis stellen“.

### Position zur Migration
Irmer bekräftigte 1999 im Wetzlar Kurier seinen konservativen Standpunkt, dass "kein Mensch [...] dauerhaft in zwei Welten leben [kann]. Entweder man ist Deutscher oder Türke oder Jugoslawe oder Rumäne. Beides zusammen kann nicht funktionieren." In einem am 10. August 2021 auf seinem Facebook-Profil geposteten Video sagte Irmer: „Es ist erstaunlich, dass die Grünen in der Landwirtschaft Forderungen nach Obergrenzen für Tiere pro Stall stellten, jedoch Obergrenzen für Zuwanderung ablehnen.“ Auch kritisierte Irmer in dem Video die Frauen- und Migrantenquoten. Die Grünen würden in ihrem Wahlprogramm Gleichstellungsdateien und Diversitätspläne sowie freie Plätze für von Diskriminierung betroffene Menschen in der öffentlichen Verwaltung fordern. Mit Blick darauf fragte er: „Wo bleibt eigentlich der normale weiße Bürger?“ Die Union stehe anders als die Grünen für Leistung, Qualität und Qualifikation und nicht für Quote. Der nationale Hintergrund spiele für ihn keine Rolle. Grüne und die SPD reagierten empört auf diesen Post. Torsten Felstehausen, Parlamentarischer Geschäftsführer der Linksfraktion im Wiesbadener Landtag, fragte: „Wie lange will die Hessen-CDU dem Treiben dieses Mannes, der seit Jahren immer wieder NPD- und AfD-kompatible Positionen verbreitet, zusehen?“ Auf Twitter sorgte das Video bereits für einige Kritik. Die Linken-Bundestagsabgeordnete Martina Renner etwa schrieb: „Sein Vergleich von Geflohenen mit Stallvieh ist nicht einfach nur widerwärtig. Die darin zum Ausdruck gebrachte Dehumanisierung ist Wesensmerkmal faschistischen Denkens.“
Die Landesschülervertretung Hessen gab im Februar 2014 bekannt, eine Zusammenarbeit mit Irmer, der erneut zum schulpolitischen Sprecher der CDU-Fraktion gewählt wurde, aufgrund seiner politischen Ansichten abzulehnen. Sie forderten die CDU-Fraktion am 11. Februar 2014 auf, einen neuen Gesprächspartner zu stellen.

### Fixierte Abschiebungen von Asylbewerbern
Er forderte, straffällige und gewaltbereite Asylbewerber gefesselt und geknebelt in ihr Herkunftsland abzuschieben. Im Zusammenhang mit der Verschärfung von Antidiskriminierung und Beweislastumkehr, sagte er „Schwachsinn“ habe in Deutschland einen Namen – den von Bundesjustizministerin Brigitte Zypries (SPD).

### Protestaktion gegen die Musikgruppe Feine Sahne Fischfilet
Irmer nahm in Wetzlar an einer kleinen Protestaktion (ca. 70 Teilnehmer) gegen ein Konzert der Politpunkband Feine Sahne Fischfilet (ca. 4000 Konzertbesucher) teil. Die Protestaktion war von der CDU Wetzlar und dem Verein Pro Polizei initiiert worden.

### Infektionsschutzgesetz
Irmer stimmte durchgehend gegen Änderungen des Infektionsschutzgesetzes während der COVID-19-Pandemie.

### Forderung des Verbots der Roten Hilfe
Irmer forderte in einer Rede im Jahr 2020 das Verbot der Hilfsorganisation Rote Hilfe.

### Klimapolitik
Irmer galt in seiner Zeit als Bundestagsabgeordneter als einer der „extrem konservativen Blockierer“ von Klimaschutzmaßnahmen und stimmte u. a. gegen das Bundes-Klimaschutzgesetz der großen Koalition. Er sät Zweifel an den wissenschaftlichen Fakten des menschengemachten Klimawandels, spricht in diesem Kontext von „Hysterie“ und „Schwarzmalerei“ und bestreitet, dass von der Menschheit freigesetzte Emissionen des Treibhausgases Kohlenstoffdioxid die Erde erwärmt haben. Stattdessen verweist er auf Sonnenaktivität als Treiber des Klimawandels, die jedoch nicht zunimmt. In einem Kommentar der Zeitungsgruppe Lahn-Dill wurde er daraufhin als „Verschwörungserzähler“ bezeichnet, der mit Verschwörungsmythen den menschengemachten Klimawandel leugne.

## Kritik

### Kontakt zu rechten und vom Verfassungsschutz beobachteten Organisationen
Irmer referierte 1996 bei der Burschenschaft Dresdensia-Rugia zu Gießen und 2004 bei einer weiteren Verbindung der Deutschen Burschenschaft, der Gießener Burschenschaft Germania. Dieser Fall war aufgrund der Initiative des örtlichen SPD-Landtagsabgeordneten Gegenstand einer aktuellen Stunde im Hessischen Landtag, bei der Irmer in einer persönlichen Erklärung sagte: „Ich habe mit jeder Form von braunem Spuk nullkommanull zu tun.“ Der ehemalige hessische Innenminister Gerhard Bökel (SPD) dagegen nennt ihn „einen selten konsequenten Rechtsradikalen“.
In der Ausgabe vom 25. Januar 2015 des Wetzlarer Kuriers veröffentlichte Irmer einen Meinungsbeitrag zum Thema „Islamistischer Terror und Christenverfolgung“. In derselben Ausgabe erschien zudem eine Anzeige des Vereins Die Deutschen Konservativen, in der für eine Broschüre geworben wurde, die die Gefährlichkeit des Islam belegen soll. Da dieser Verein 1995 vom Verfassungsschutz als rechtsextrem eingestuft worden war, löste die Werbeanzeige harsche Kritik innerhalb der hessischen CDU aus. Infolgedessen trat Irmer am 31. Januar von seinen Ämtern als Vize-Fraktionsvorsitzender und bildungspolitischer Sprecher der CDU-Landtagsfraktion zurück.
Am 26. August 2023 nahm Irmer an der sogenannten Vollversammlung der wahren Schwarmintelligenz, einem Netzwerk-Treffen rechtskonservativer und rechter Gruppen organisiert von Klaus Kelle und einem Kollektiv, darunter Werteunion e. V., Altlas-Initiative und Bürger für Thüringen, in der Stadthalle Wetzlar teil. Geladene Gäste waren u. a. Joana Cotar, Boris Reitschuster, Hans-Georg Maaßen, Markus Krall, Frank-Christian Hansel und Rainer Wendt. Nachdem Irmer den Reporter Joachim Schaefer von hessencam während eines Interviewversuchs vor der Veranstaltungen als „rot lackierten Faschisten“, Betrüger und Lügner diffamiert hatte, sabotierte er seine Tätigkeit, indem er ihm die Kamera aus der Hand stoßen wollte. Schaefer erklärte, er werde Irmer wegen Verleumdung anzeigen.

### Mutmaßlich nationalsozialistischer Sprachgebrauch
Irmer wurde von der Gewerkschaft Erziehung und Wissenschaft (GEW) vorgeworfen, „nationalsozialistischen Jargon“ zu verwenden (zum Beispiel „Volkszorn“ und „Humanitätsduselei“).

### Bewerben hochpreisiger FFP2-Masken
Das Portal Abgeordnetenwatch.de berichtete im Juli 2021, dass Irmer während der COVID-19-Pandemie im von ihm geführten Wetzlar Kurier Anzeigen mit überhöhten Preisen für FFP2-Masken und andere Hygieneartikel abgedruckt habe. Ein Probekauf bei dem Unternehmen, das einem Parteifreund Irmers gehöre, sei nicht erfolgreich gewesen. Irmer bezeichnete die Berichterstattung als „Rufmord“. Die Süddeutsche Zeitung ordnete den Fall als weiteren Bestandteil der Maskenaffäre ein.